# Windsor (lettertype)
Windsor is een classicistisch lettertype met schreef uit 1905, ontworpen door Eleisha Pechey.

## Kenmerken
Het lettertype leent zich uitermate goed voor grote publicaties als posters en borden. De hoofdletters M en W zijn wijd uitlopend verbreed en P en R hebben grote ronde kommen. De kleine letters a, h, m en n kenmerken zich door een opvallende schuine rechterstam; de e heeft een schuine horizontale lijn.
Naast de basisletterset is het lettertype beschikbaar in Light en Roman. Verschillende uitgeverijen hebben kleine aanpassingen gedaan, zodat er versies van Linotype, Elsner+Flake, URW++, Mecanorma en Stephenson Blake zijn.

## Toepassingen
- Windsor wordt gebruikt in bijna alle titels en aftiteling van Woody Allens films sinds Annie Hall, met witte letters op een zwarte achtergrond. Het is ook toegepast op de kaft van zijn boek Mere Anarchy (2007).[1]
- Windsor Bold is gebruikt in de titels van de televisieserie All in the Family.